# Styloleptus planicollis
Styloleptus planicollis är en skalbaggsart som först beskrevs av Fisher 1935.  Styloleptus planicollis ingår i släktet Styloleptus och familjen långhorningar.
Artens utbredningsområde är:
- Haiti.
- Guadeloupe.
- Dominica.

Inga underarter finns listade i Catalogue of Life.